# St.-Anna-Kirche (Rheinberg)
Koordinaten: 51° 32′ 38,4″ N, 6° 34′ 55,2″ O

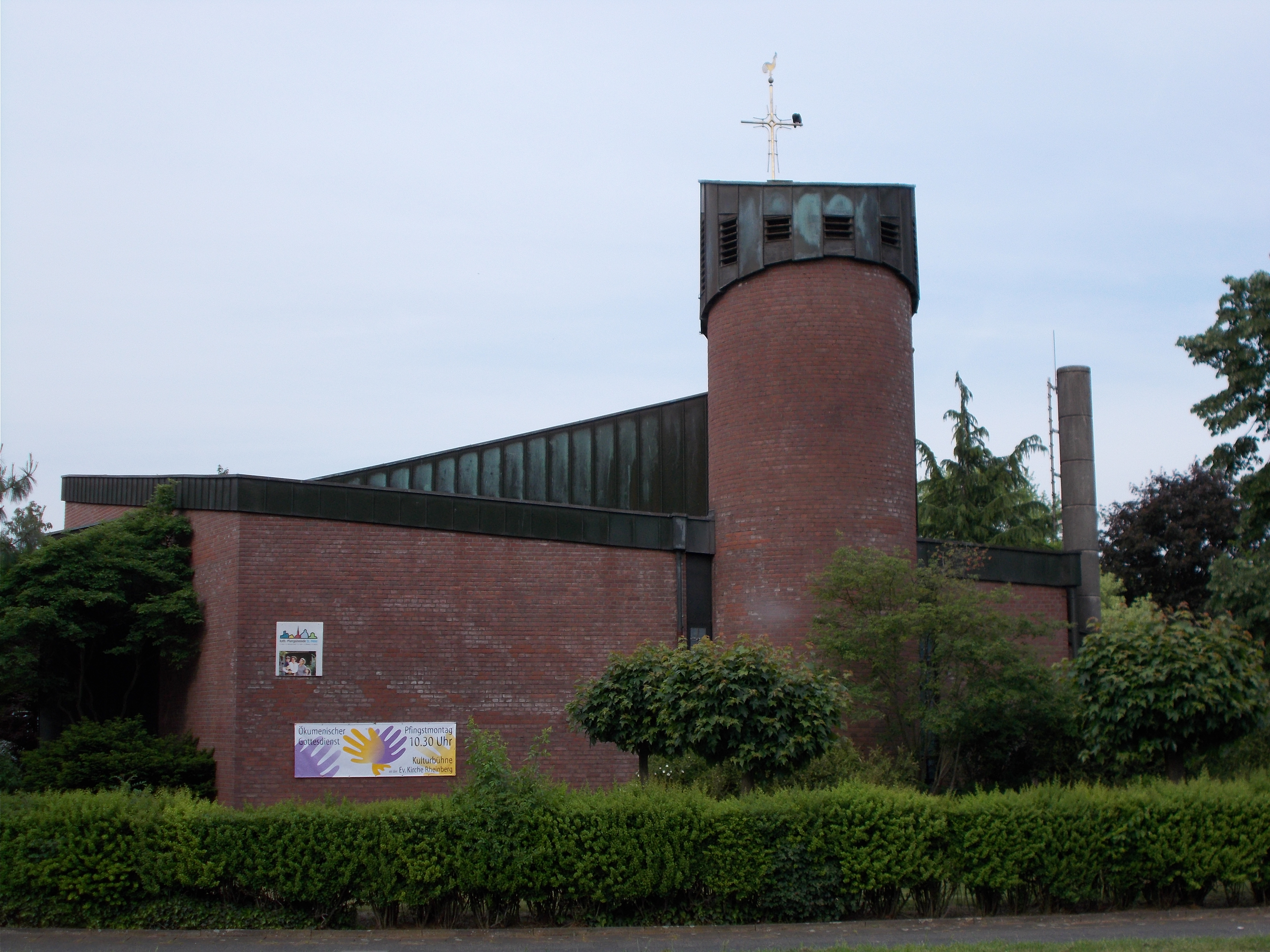
Katholische St.-Anna-Kirche in Rheinberg

Die St.-Anna-Kirche in Rheinberg wurde zwischen 1982 und 1983 als Pfarrkirche der katholischen Gemeinde erbaut. Der fünfeckige, postmoderne Backsteinbau mit Rundturm an der Römerstraße ersetzte die Notkirche, die 1968 im damaligen Neubaugebiet „Annaberg“ errichtet wurde. Architekt war der Glasmaler und Diözesanbaumeister des Bistums Essen, Heinz Dohmen. Sie gehört zum Dekanat Xanten im Bistum Münster.

## Geschichte
Mit Entstehung des damaligen Neubaugebietes „Annaberg“ stellte man in den Jahren 1956 bis 1958 in der katholischen Kirchengemeinde St. Peter erste Überlegungen an, dort eine neue Pfarrgemeinde zu etablieren. Es dauerte jedoch bis 1967, bis sich der „Pfarrverein St. Anna“ bildete und 1968 eine Notkirche für die neu entstehende Gemeinde errichtete. Im selben Jahr wurde die Kirche durch den Bischof von Münster Joseph Höffner geweiht. Da die Pfarrei zusammen mit dem Kindergarten mitten auf einen leeren Acker am Annaberg gesetzt wurde, sozusagen in die Prärie Rheinbergs, nannte man die Notkirche scherzhaft „St. Bonanza“.
1970 wurde der Seelsorgebezirk zur eigenständigen Rektoratspfarrei erhoben und man plante für die wachsende Gemeinde ein richtiges, aus Stein gebautes Gotteshaus. Das Provisorium musste allerdings weitere 13 Jahre herhalten, obwohl es nicht mehr den Ansprüchen als Versammlungsort entsprach. 1981 beschloss der Kirchenvorstand die Umsetzung der langgehegten Pläne.
Nach einem Architektenwettbewerb erhielt der Diözesanbaumeister des Bistums Essen Heinz Dohmen den Auftrag für die Durchführung der Baumaßnahme. Am 13. August 1982 begannen die Bauarbeiten; am 11. September legte man den Grundstein der neuen Kirche; am 15. April 1983 konnte man Richtfest feiern.
Die feierliche Weihe der neuen Pfarrkirche erfolgte am 17. September 1983 durch den Bischof von Münster Reinhard Lettmann.
1999 erhielt die St.-Anna-Kirche neue Altarfenster. Das stilisierte Pflanzenmotiv stammt von Jürgen Strater d. J.
2007 verlor die St.-Anna-Kirche den Status einer Pfarrkirche. Durch die Fusion mit den Pfarreien St. Peter und St. Nikolaus in Orsoy wurde sie zu einer Filialkirche der katholischen Kirchengemeinde St. Peter in Rheinberg.

## Architektur
Der Architekt Heinz Dohmen beschreibt die St.-Anna-Kirche folgendermaßen:
„Weder ein flexibler Mehrzweckraum, der morgens Gottesdienste und abends Volksfeste sieht, noch eine sich selbst genügende Großplastik sollte es werden, wohl aber ein Refugium, ein Ort der Geborgenheit mit der Chance für jeden einzelnen, aus dem akustischen und optischen Getöse, aus dem pausenlosen Angeschrien-Werden immer wieder einmal heraustreten zu können in einen Raum, in welchem Schweigen herrscht und wirkliches Hören möglich ist“
Die Backsteinkirche mit Zinkflachdach hat einen fünfeckigen Grundriss mit einem runden Glockenturm auf der Süd-Westseite. Dessen Dachhaube krönt ein goldenes Kreuz mit Wetterhahn. Ihre eigenwillige Architektur ist nach der sakralen Philosophie des Zweiten Vatikanischen Konzils von 1962–1965 inspiriert und vereint Formelemente christlicher Symbolik. Das Fünfeck als Grundform steht für den Menschen und die fünf Wundmale Jesu. In dieses hineingeschrieben ist ein Quadrat – sinnbildlich für die von den vier Elementen (Feuer, Erde, Wasser, Luft) und den vier Himmelsrichtungen bestimmten Welt. Der Innenraum wird vom Kreis als Zeichen der Vollkommenheit dominiert. Umrundet von acht Säulen steht auf einer Altarinsel der Tisch des Herren. Sie sind ein Hinweis auf den „achten Schöpfungstag“. Symbol der Auferstehung Christi und der Neuschöpfung des Menschen durch Christus.
Durch den postmodernen Kirchenbaustil des 20. Jahrhunderts ordnet sich die Inneneinrichtung der Architektur des Gebäudes unter. Säulen, Trägerelemente und die mit Holzspurlatten verkleidete Decke verleiten dem Andachtsraum der St.-Anna-Kirche einen industriellen Charme. Die hölzernen Gebetsbänke sind kreisförmig um die Altarinsel angeordnet. Inmitten dieser steht in einer Linie zum Altar das Taufbecken.
Dem Tabernakel ist rechts hinter der Altarinsel eine eigene Sakramentskapelle gewidmet. Sie ist im Glockenturm eingebettet. Beidseitig neben der Sakramentskapelle sind Buntglasfenster mit stilisierten Pflanzenmotiv.

## Ausstattung

### Annareliquie und Kunstschätze
Die Namenspatronin ist in der Kirche sehr präsent. Bereits in der Eingangshalle empfängt eine Skulptur der „Heiligen Gottesmutter Anna“ den Besucher.
2011 stiftete die Familie Underberg der St.-Anna-Kirche eine Reliquie der „Heiligen Gottesmutter Anna“. Sie befand sich schon lange im Familienbesitz. Das Reliquiengehäuse im neo-romanischen Stil wurde in der 2. Hälfte des 19. Jahrhunderts von einem Pariser Silberschmied gefertigt. Sie erhielt ihren Ehrenplatz links vom Altar neben der Skulptur der Anna selbdritt aus der St.-Anna-Kapelle.
Ebenfalls befindet sich die Originalskulptur der Pietà aus der Rheinberger Grotte unterhalb der Kapelle in der Kirche. Das plastische Bildnis von Maria mit dem Leichnam Jesu auf dem Schoß stammt aus dem 16. oder 17. Jahrhundert. Vor Ort wurde sie durch eine 15 kg schwere Kopie aus Polyurethan ersetzt.
Weitere Werke der Kirchenkunst finden sich im Altarkreuz, dem von zwei Säulen getragene Tabernakel im Goldreif mit edelsteinbesetzten Lammmotiv und dem Kreuzweg entlang der rechten Wand.

### Orgel
Die Orgel wurde 1996 von der Firma Orgelbau Fleiter in Münster erbaut. Sie hat 22 klingende Register, die auf zwei Manuale und Pedal verteilt sind. Spiel- und Registertraktur sind voll mechanisch.
Die Disposition der Orgel lautet wie folgt:
| I Hauptwerk C-g3 |             |       |
| 1.               | Bordun      | 16′   |
| 2.               | Principal   | 8′    |
| 3.               | Rohrflöte   | 8′    |
| 4.               | Oktave      | 4′    |
| 5.               | Blockflöte  | 4′    |
| 6.               | Superoctave | 2′    |
| 7.               | Kornett III |       |
| 8.               | Mixtur IV   | 1 ⁄3′ |
| 9.               | Trompete    | 8′    |
|                  | Tremulant   |       |

| II Schwellwerk C–g3 |              |        |
| 10.                 | Bordun       | 8′     |
| 11.                 | Gamba (ab c) | 8′     |
| 12.                 | Flöte        | 4′     |
| 13.                 | Quinte       | 2 ⁄3′  |
| 14.                 | Principal    | 2′     |
| 15.                 | Terz         | 1 3⁄5′ |
| 16.                 | Kleinquinte  | 1 ⁄3′  |
| 17.                 | Hautbois     | 8′     |
|                     | Tremulant    |        |

| Pedal C–f1 |             |     |
| 18.        | Subbass     | 16′ |
| 19.        | Octavbass   | 8′  |
| 20.        | Gedecktbass | 8′  |
| 21.        | Choralbass  | 4′  |
| 22.        | Posaune     | 16′ |

- Koppeln: II/I, I/P, II/P